# Gnejsgranit

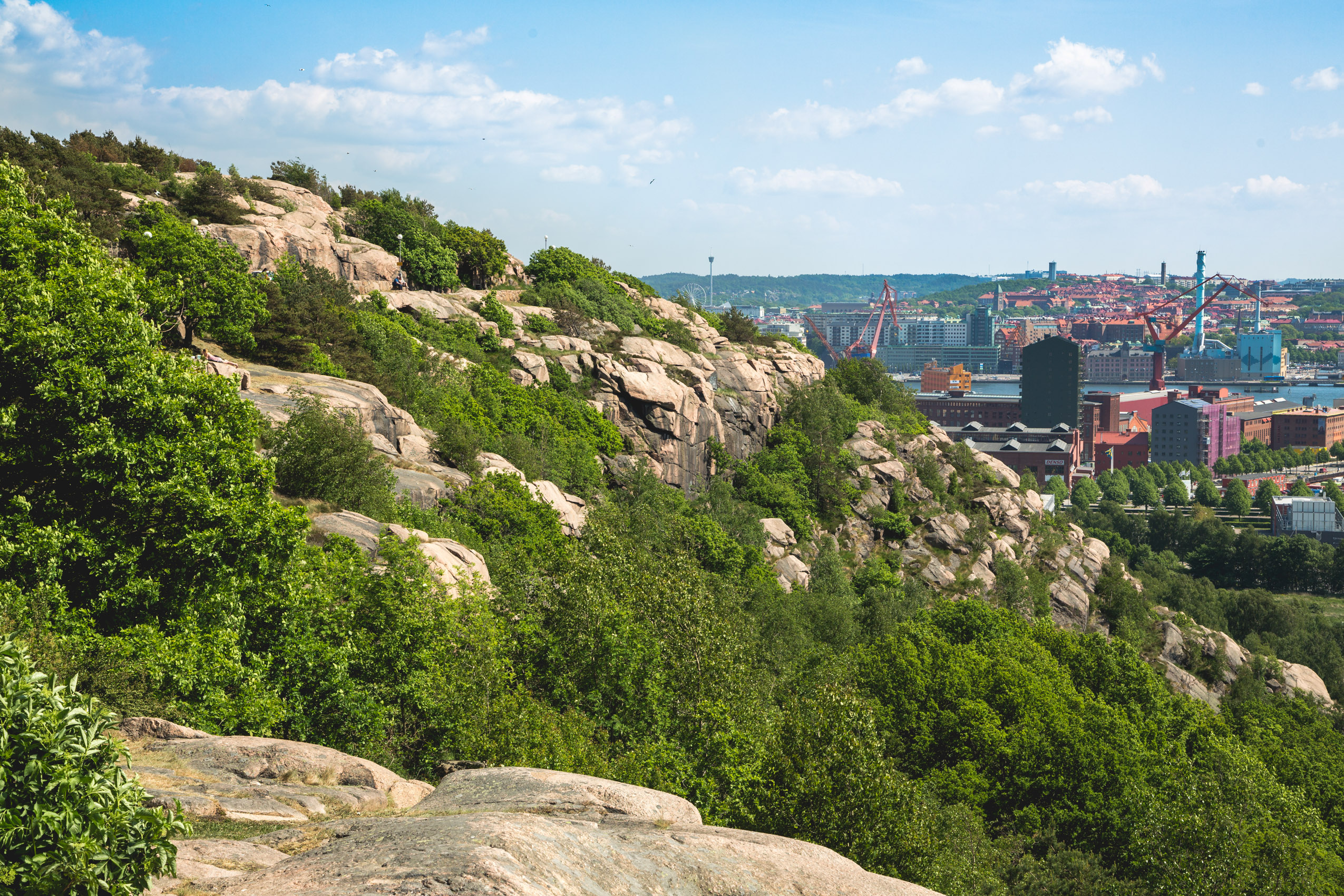
Stora Ramberget i Göteborg består av gnejsgranit

Gnejsgranit är en regionalmetamorf bergart där ursprungsbergarten är den magmatiska bergarten granit. Gnejsgranitens ursprung hos graniten är lätt att avgöra till exempel genom att studera sammansättningen av mineral.Graniten deformeras av ett riktat tryck som ger en parallell orientering hos mineralkornen. En liknande bergart är ögongnejs.